# Rhachisphora machili
Rhachisphora machili là một loài côn trùng cánh nửa trong họ Aleyrodidae, phân họ Aleyrodinae.
Rhachisphora machili được Takahashi miêu tả khoa học đầu tiên năm 1932.